# لويس كورتيز
لويس كورتيز هو لاعب كرة قدم برتغالي، ولد في 18 أبريل 1994 في سيتوبال في البرتغال. شارك مع منتخب البرتغال تحت 16 سنة لكرة القدم ومنتخب البرتغال تحت 17 سنة لكرة القدم ومنتخب البرتغال تحت 18 سنة لكرة القدم ومنتخب البرتغال تحت 19 سنة لكرة القدم. أما مع النوادي، فقد لعب مع أتليتيكو كلوب دي برتغال ونادي بيلينينسش.

## وصلات خارجية
- لويس كورتيز على موقع قاعدة بيانات كرة القدم.إي يو (الإنجليزية)